# Discografia de Priscilla
A discografia de Priscilla, uma cantora e compositora brasileira, consiste em seis álbuns de estúdio, um álbum ao vivo, três extended plays, vinte e três singles e videoclipes lançados desde o início de sua carreira.
Em 2009, três anos após o lançamento de Os Pequenos Rebeldes, Priscilla lançou seu primeiro álbum solo, intitulado, O Início, contendo 10 faixas com influência gospel, infantil e pop. Dele foram extraídos dois singles: "Reine" e "Meu segredo". Em 2010, Priscilla lançou seu segundo álbum solo, Meu Sonho de Criança, que foi lançado no dia 26 de fevereiro de 2010, pelo selo da gravadora Line Records. No repertório contém dez faixas que evangelizam de forma educativa, priorizando uma linguagem simples e objetiva. O terceiro CD, Pra Não Me Perder foi lançado no dia 28 de setembro de 2012, pela gravadora Atrio Records; com 12 faixas, o álbum mostra um amadurecimento na voz de Priscilla, que agora leva consigo influências do Pop e do Pop Rock. O álbum rendeu dois singles: "Para Não Me Perder" e "Quando o Sol se Vai", e ainda um promocional, "Quero Agradecer", que foi cantado na Marcha para Jesus em 2012. 
Em 2015 lançou seu disco Até Sermos Um, o quarto álbum de Priscilla foi lançado em outubro  pela gravadora Sony Music Brasil. Inteiramente autoral, o disco é bem característico apresentando faixas que falam sobre temas como Graça de Deus, Ser Escolhido para um Exército e Intimidade com Deus. A música "Tudo é Teu" se tornou single e seu clipe já conta com mais de 15 milhões de visualizações. Quem assina a produção deste trabalho é a cantora Daniela Araújo juntamente com seu irmão Jorginho Araújo. Em 2017, Priscilla começou uma nova fase de sua carreira mais amadurecida e consolidada entre o meio cristão. Com referências de electro-pop lançou dois singles “Tanto Faz” e “Liberdade” ambos escritos pela cantora. Suas músicas fizeram um enorme sucesso pela característica poética e a mensagem do amor de Deus sem que seu nome fosse necessariamente citado, estratégia adotada por Priscilla a qual funcionou muito bem alcançando veículos midiáticos considerados seculares. Em 2018, revelou seu novo álbum de estúdio, Gente.

## Discografia

### Álbuns de estúdio
| Faixas do álbum |
| --- |
| 1. Quem É 2. Meu Segredo 3. Águas Cristalinas 4. Reina 5. Fortaleza 6. Te Louvarei 7. Festejai 8. Meu Olhar em Ti 9. O Início 10. A Arca de Nóe |

| Faixas do álbum |
| --- |
| 1. Passa o Tempo 2. Meu Sonho de Criança 3. A Escola 4. A Turma da Alegria 5. O Macaquinho Pula Pula 6. Sorria Sem Parar 7. Três Jovens Fiéis 8. O Pulo do Gato 9. A Arca de Nóe 10. Como É Bom Ser Criança |

| Faixas do álbum |
| --- |
| 1. Sem Deus 2. Rio da Águas Vivas 3. Pra Não Me Perder 4. Além do Véu 5. Fazer o Mundo Tremer 6. Quanto Tempo Mais 7. Quero Agradecer 8. Me Basta Seus Pés 9. Quando o Sol Se Vai 10. Eu Lembrei 11. Longe de Você 12. Vem Com Toda Glória |

| Faixas do álbum |
| --- |
| 1. Ressurgiu o Leão 2. Sou Escolhido 3. Até Sermos Um 4. Tudo é Teu 5. Graça 6. Meu Primeiro Amor 7. Exército 8. A Cruz 9. Espírito Santo 10. Chuva de Glória 11. Eu Te Prometo |

| Faixas do álbum |
| --- |
| 1. Gente (De Zero a Dez) 2. Florescer 3. Empatia 4. Solitude 5. Sem Querer 6. Me Refez 7. Liberdade 8. Alegria 9. Eles 10. Real 11. Tanto Faz 12. Inteiro |

| Faixas do álbum |
| --- |
| 1. Boyzinho 2. Correntes 3. Primavera 4. Você é um Perigo 5. Eu Não Sou Pra Você (part. Lucas Silveira) 6. Tem Dias 7. Oceano 8. O Meu Sim é Todo Seu (com Projota) 9. Beat Triste 10. Você Aprendeu a Amar (com Emicida) |

### Extended plays(EP)
Como Priscilla Alcantara
- SML (2016)
- O Final da História de Linda Bagunça (2019)
- Tem Dias (Expansão) (2021)
- Luau Amazon Music Priscila Alcantara (Amazon Original) (2023)

### Álbum ao vivo e Vídeo
Como Priscilla Alcantara
- 2020: ASU

### Coletâneas
Como Priscilla Alcantara
- 2020: Priscilla Alcantara: Top Hits
- 2020: Priscilla Alcantara: As Melhores
- 2020: Priscilla Alcantara: Mais Tocadas
- 2020: Priscilla Alcantara: Melhores
- 2020: Priscilla Alcantara: Top Hits²

### Trilha sonora
- 2006: Os Pequenos Rebeldes (com Yudi Tamashiro)

## Singles

### Como artista principal
| Título                               | Ano                      | Melhores posições        | Melhores posições        | Álbum                                |
| Título                               | Ano                      | Spotify                  | iTunes                   | Álbum                                |
| Como Priscilla Alcantara             | Como Priscilla Alcantara | Como Priscilla Alcantara | Como Priscilla Alcantara | Como Priscilla Alcantara             |
| ------------------------------------ | ------------------------ | ------------------------ | ------------------------ | ------------------------------------ |
| "Reine"                              | 2009                     | —                        | —                        | O Início                             |
| "Meu Segredo"                        | 2009                     | —                        | —                        | O Início                             |
| "Meu Sonho de Criança"               | 2010                     | —                        | 18                       | Meu Sonho de Criança                 |
| "Nossa Vida"                         | 2010                     | —                        | —                        | Meu Sonho de Criança                 |
| "Podemos Fingir"                     | 2011                     | —                        | —                        | Adicionado à nenhum álbum            |
| "Para Não Me Perder"                 | 2012                     | —                        | —                        | Pra Não Me Perder                    |
| "Quando O Sol Se Vai"                | 2013                     | —                        | —                        | Pra Não Me Perder                    |
| "Onde Ele Vai Eu Vou"                | 2014                     | —                        | —                        | Adicionado à nenhum álbum            |
| "Espirito Santo"                     | 2015                     | —                        | 3                        | Até Sermos Um                        |
| "Tudo É Teu"                         | 2015                     | —                        | —                        | Até Sermos Um                        |
| "Sou Escolhido"                      | 2016                     | —                        | —                        | Até Sermos Um                        |
| "Tanto Faz"                          | 2017                     | 162                      | 14                       | Gente                                |
| "Liberdade"                          | 2017                     | 170                      | —                        | Gente                                |
| "Inteiro"                            | 2018                     | 182                      | 16                       | Gente                                |
| "Me Refez"                           | 2018                     | 126                      | 20                       | Gente                                |
| "Empatia"                            | 2018                     | 75                       | —                        | Gente                                |
| "Linda Bagunça"                      | 2019                     | —                        | —                        | O Final da História de Linda Bagunça |
| "Final da História"                  | 2019                     | —                        | —                        | O Final da História de Linda Bagunça |
| "Girassol" (com Whindersson Nunes)   | 2019                     | 5                        | 1                        | Priscilla Alcântara: Top Hits        |
| "Correntes"                          | 2020                     | —                        | 12                       | Você Aprendeu a Amar?                |
| "Tem Dias"                           | 2021                     | —                        | 3                        | Você Aprendeu a Amar?                |
| "Você é um Perigo"                   | 2021                     | 196                      | 37                       | Você Aprendeu a Amar?                |
| "Você Aprendeu a Amar? (com Emicida) | 2022                     | —                        | —                        | Você Aprendeu a Amar?                |
| "Bomba"                              | 2023                     | —                        | 16                       | Adicionado à nenhum álbum            |
| Como PRISCILLA                       |                          |                          |                          |                                      |
| "Quer Dançar" (com Bonde do Tigrão)  | 2023                     | 84                       | 7                        | Priscilla                            |
| "Elemento X"                         | 2023                     | —                        | 42                       | Priscilla                            |
| "10/10" (com Pabllo Vittar)          | 2024                     | —                        | 88                       | Priscilla                            |

### Como artista convidada
| Título                                                                            | Ano                      | Álbum                     |
| Como Priscilla Alcantara                                                          | Como Priscilla Alcantara | Como Priscilla Alcantara  |
| --------------------------------------------------------------------------------- | ------------------------ | ------------------------- |
| "Máscaras" (Coral Kemuel part. Priscilla Alcantara)                               | 2013                     | Qual é a sua Escolha?     |
| "Maio" (Daniela Araújo part. Priscilla Alcantara)                                 | 2015                     | Doze                      |
| "Hoje Vai Resplandecer" (DJ PV part. Priscilla Alcantara)                         | 2016                     | Som da Liberdade 2.0      |
| "Tua Palavra" (Paulo César Baruk part. Priscilla Alcântara)                       | 2016                     | Adicionado à nenhum álbum |
| "Tua Graça" (Cristina Mel part. Priscilla Alcantara)                              | 2017                     | Adicionado à nenhum álbum |
| "Me Deixe Aqui" (Preto no Branco part. Priscilla Alcantara)                       | 2017                     | Preto No Branco 2         |
| "Primeiro Amor (Quero Voltar)" (Arianne part. Priscilla Alcantara)                | 2018                     | Como Cantavam Nossos Pais |
| "Cadeias Quebrar / As Trevas Estremecem" (Coral Kemuel feat. Priscilla Alcântara) | 2019                     | Kemuel Nation             |
| "Âncora" (Claudio Moura feat. Priscilla Alcantara)                                | 2019                     | Adicionado à nenhum álbum |
| "Te Daria Tudo" (Dulce María feat. Priscilla Alcantara)                           | 2021                     | Adicionado à nenhum álbum |
| "Parte" (Tiago Arrais feat. Priscilla Alcantara)                                  | 2022                     | Adicionado à nenhum álbum |
| "Tocando em Frente" (Daniel feat. Priscilla Alcantara)                            | 2022                     | Duas Vozes                |

### Singlespromocionais
| Título                            | Ano  | Álbum                                                  |
| --------------------------------- | ---- | ------------------------------------------------------ |
| "I've Been Waiting"               | 2015 | Adicionado à nenhum álbum                              |
| "Quando a Chuva Passar"           | 2021 | Adicionado à nenhum álbum                              |
| "Tudo Pah" (com Vitor Kley)       | 2022 | Adicionado à nenhum álbum                              |
| "Correntes" / "Happier Than Ever" | 2023 | Priscilla Alcântara: Apple Music Home Session - Single |
| "Fã Incubado"                     | 2023 | Priscilla                                              |

### Outras canções que entraram nas tabelas musicais
| Título                          | Ano  | Melhores Posições | Melhores Posições | Álbum                     |
| Título                          | Ano  | Spotify           | iTunes            | Álbum                     |
| ------------------------------- | ---- | ----------------- | ----------------- | ------------------------- |
| "Gente (De Zero A Dez)"         | 2018 | 88                | —                 | Gente                     |
| "Florescer"                     | 2018 | 115               | —                 | Gente                     |
| "Solitude"                      | 2018 | 135               | —                 | Gente                     |
| "Sem Querer"                    | 2018 | 142               | —                 | Gente                     |
| "Alegria"                       | 2018 | 192               | —                 | Gente                     |
| "Eles"                          | 2018 | 198               | —                 | Gente                     |
| "Girassol (R&B Version)"        | 2020 | —                 | 44                | Adicionado à nenhum álbum |
| "Boyzinho"                      | 2021 | —                 | 26                | Você Aprendeu a Amar?     |
| "Sobrevivi" (com Gloria Groove) | 2022 | 85                | 43                | Lady Leste                |
| "Bossa" (com Péricles)          | 2024 | —                 | 47                | Priscilla                 |

### Trilha sonora
| Título                           | Ano                      | Álbum                                             |
| Como Priscilla Alcantara         | Como Priscilla Alcantara | Como Priscilla Alcantara                          |
| -------------------------------- | ------------------------ | ------------------------------------------------- |
| "Carro-Céu" (com Yudi Tamashiro) | 2012                     | Carrossel                                         |
| "Minha Curiosidade"              | 2012                     | Carrossel                                         |
| "Ciranda da Bailarina"           | 2012                     | Carrossel                                         |
| "Da Água Pro Vinho"              | 2013                     | Chiquititas                                       |
| "Vou Voar"                       | 2020                     | A Caminho da Lua (Trilha Sonora do Filme Netflix) |

## Videografia

### Videoclipes
| Título                   | Ano                      | Diretor(es)              |
| Como Priscilla Alcantara | Como Priscilla Alcantara | Como Priscilla Alcantara |
| ------------------------ | ------------------------ | ------------------------ |
| "Tudo É Teu"             | 2015                     | —                        |
| "Sou Escolhido"          | 2016                     | —                        |
| "Tanto Faz"              | 2017                     | Flauzilino Jr            |
| "Liberdade"              | 2017                     | Flauzilino Jr            |
| "Me Refez"               | 2018                     | Branko Jass              |
| "Empatia"                | 2019                     | Gil Morais               |
| "Final da História"      | 2019                     | —                        |
| "Linda Bagunça"          | 2019                     | —                        |
| "Girassol (R&B Version)" | 2020                     | Gil Morais               |
| "Correntes"              | 2020                     | Gideão Morais            |
| "Tem Dias"               | 2021                     | João Monteiro            |
| "Você é um Perigo"       | 2021                     | Mess Santos              |
| Como PRISCILLA           |                          |                          |
| "Quer Dançar"            | 2023                     | Aline Lata               |

### Outros vídeos
| Título                         | Ano                      | Nota                             |
| Como Priscilla Alcantara       | Como Priscilla Alcantara | Como Priscilla Alcantara         |
| ------------------------------ | ------------------------ | -------------------------------- |
| "Graça"                        | 2016                     | Sony Music Live                  |
| "Meu Primeiro Amor"            | 2016                     | Sony Music Live                  |
| "Até Sermos Um"                | 2016                     | Sony Music Live                  |
| "A Cruz / Getsêmani"           | 2016                     | Sony Music Live                  |
| "Tudo É Teu""                  | 2016                     | Sony Music Live                  |
| "I Believe In Your Name"       | 2016                     | Sony Music Live                  |
| "Florescer"                    | 2019                     | Live Performance VEVO            |
| "Sem Querer"                   | 2019                     | Live Performance VEVO            |
| "Empatia (acústico)"           | 2020                     | Ao Vivo no YouTube Music Convida |
| "Linda Bagunça (acústico)"     | 2020                     | Ao Vivo no YouTube Music Convida |
| "Final da História (acústico)" | 2020                     | Ao Vivo no YouTube Music Convida |

## Turnês
| Ano     | Título                         |
| ------- | ------------------------------ |
| 2008–09 | Turnê O Início                 |
| 2010    | Turnê Meu Sonho De Criança     |
| 2011    | Turnê Priscilla Alcântara 2011 |
| 2012–13 | Turnê Pra Não Me Perder        |
| 2014    | Turnê Priscilla Alcântara 2014 |

| Ano     | Título |
| ------- | ------ |
| 2016-19 | ASU    |